# Dylan Carter
Dylan Carter (Santa Clarita, Estados Unidos, 30 de enero de 1996) es un deportista trinitense que compite en natación.
Ganó tres medallas en el Campeonato Mundial de Natación en Piscina Corta, en los años 2018 y 2022.
Fue el abanderado de Trinidad y Tobago en la ceremonia de apertura de los Juegos Olímpicos de París 2024 junto con la atleta Michelle-Lee Ahye. Estudió el grado de Ciencias Ambientales en la Universidad del Sur de California.

## Palmarés internacional
| Campeonato Mundial en Piscina Corta | Campeonato Mundial en Piscina Corta | Campeonato Mundial en Piscina Corta | Campeonato Mundial en Piscina Corta |
| Año                                 | Lugar                               | Medalla                             | Prueba                              |
| ----------------------------------- | ----------------------------------- | ----------------------------------- | ----------------------------------- |
| 2018                                | Hangzhou (China)                    | Medalla de bronce                   | 50 m mariposa                       |
| 2021                                | Abu Dabi (EAU)                      | Medalla de plata                    | 50 m mariposa                       |
| 2022                                | Melbourne (Australia)               | Medalla de bronce                   | 50 m libre                          |